# HD 205877
HD 205877，又名CP-5211911，SAO 247128、HR 8269，中文名为波斯五，是一颗恒星，视星等为6.21，位于銀經344.1，銀緯-46.53，其B1900.0坐标为赤經21h 33m 10.2s，赤緯-52° -46.53′ 38″。